# Lars P. Gammelgaard
Lars P. Gammelgaard, né le 9 février 1945 à Aarhus (Danemark) et mort le 11 février 1994, est un homme politique danois membre du Parti populaire conservateur (KF), ancien ministre et ancien député au Parlement (le Folketing).

## Biographie
Lars P. Gammelgaard est diplômé en droit à l'université d'Aarhus en 1972.